# Dasybasis testaceomaculata
Dasybasis testaceomaculata är en tvåvingeart som först beskrevs av Macquart 1838.  Dasybasis testaceomaculata ingår i släktet Dasybasis och familjen bromsar. Inga underarter finns listade i Catalogue of Life.